# Saint-Rambert-en-Bugey
Saint-Rambert-en-Bugey – miejscowość i gmina we Francji, w regionie Owernia-Rodan-Alpy, w departamencie Ain.

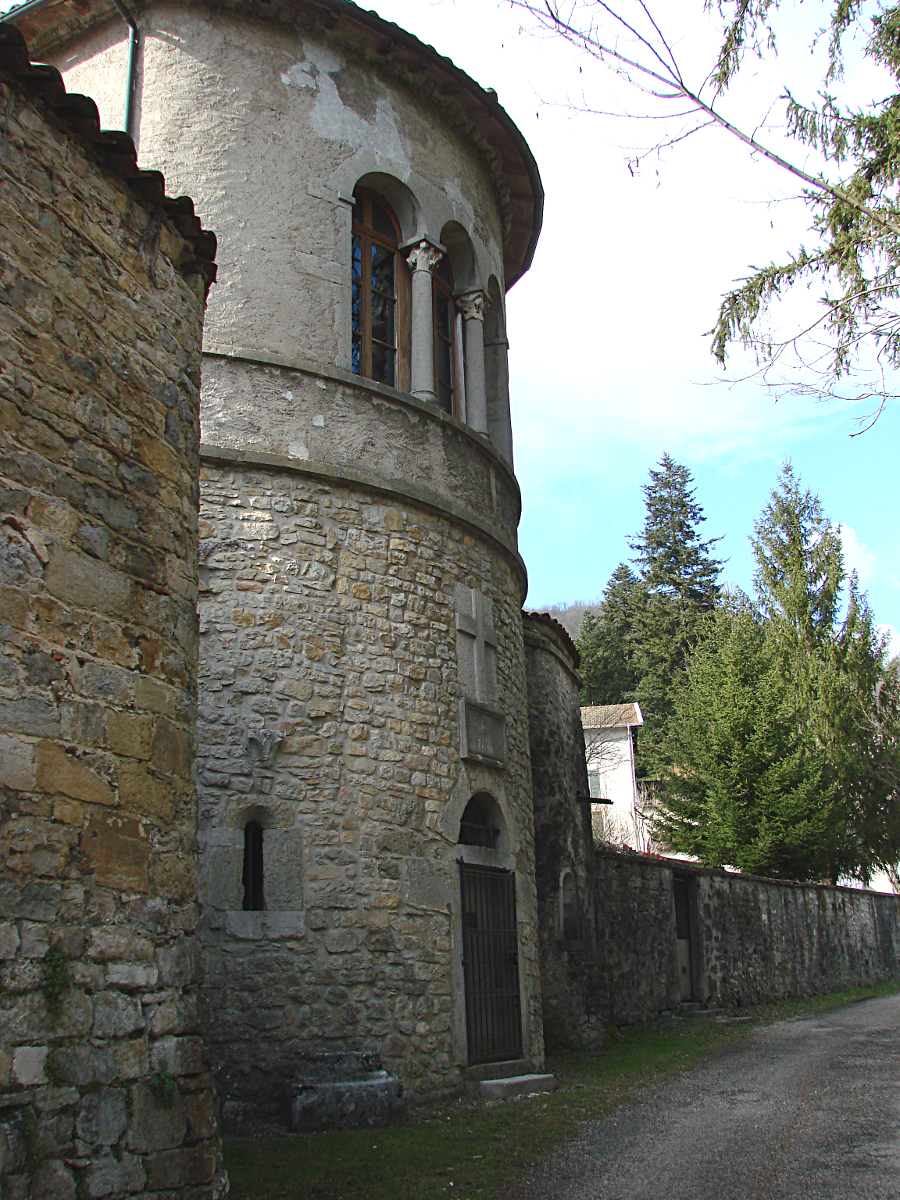
Opactwo, fasada krypty (2013 r.)

## Nazwa
Miejscowość wcześniej nazywała się Bugey, a swoją obecną nazwę przyjęła po pochowaniu w pobliskim opactwie św. Ramberta.

## Demografia
Według danych na styczeń 2012 roku gminę zamieszkiwało 2266 osób, a gęstość zaludnienia wynosiła 79,4 osoby/km².